# Do-re-mi-fa musume no chi wa sawagu
Do-re-mi-fa musume no chi wa sawagu (ドレミファ娘の血は騒ぐ? lett. "Il sangue della ragazza Do-re-mi-fa ribolle"), conosciuto anche coi titoli internazionali di The Excitement of the Do-re-mi-fa Girl e Bumpkin Soup, è un film del 1985 diretto da Kiyoshi Kurosawa.

## Trama
Akiko, una ragazza di campagna, viaggia sino all'università di Tokyo per trovare un ragazzo di cui è innamorata, Yoshioka, scoprendo che tutto il personale scolastico è in preda a una sorta di anarchia sessuale generalizzata, e finendo insidiata da un professore a causa della sua verginità.

## Produzione
Il film, originariamente intitolato Joshidaisei hazukashi zemināru (女子大生・恥ずかしゼミナール? lett. "Seminario delle collegiali pudiche"), sarebbe dovuto essere il secondo pinku eiga diretto dal regista per la Million Film dopo Kandagawa inran sensō (1983), ma lo studio, che già aveva poco gradito le sperimentazioni godardiane del primo, lo giudicò troppo poco erotico o convenzionale, rifiutandosi di distribuirlo. Kurosawa riuscì dopo qualche tempo a riscattare il materiale girato e rimontarlo come film non puramente erotico, distribuendolo poi tramite la Director's Company.